# Bandas de Mach

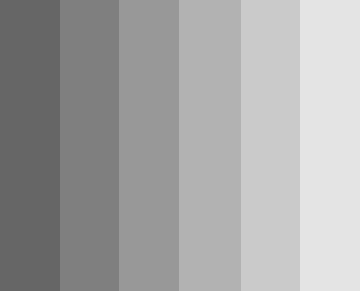
As bandas de Mach podem ser vistas nas fronteiras entre as regiões dessa imagem.

Animação que mostra que logo que entram em contacto bandas de tons ligeiramente diferentes de cinzento, aparece um contraste que exagera os limites das bandas

A ilusão das bandas de Mach faz com que a) apareçam falsamente zonas mais escuras nas bandas mais escuras em contacto com bandas mais claras, "bandas" ilusórias que enfatizam os limites, e b) apareçam falsamente zonas mais claras nas bandas mais claras em contacto com bandas mais escuras

A ilusão é independente da orientação

As bandas de Mach são ilusões de óptica observadas numa imagem com diferentes tons de cinza, o olho humano percebe duas estreitas listras de diferente gradiente de luminosidade em cada fronteira, que não estão presentes na imagem verdadeira, e que aumentam o contraste entre as áreas. O nome desta ilusão faz referência a Ernst Mach.